# Platylabus columbiae
Platylabus columbiae är en stekelart som beskrevs av Heinrich 1962. Platylabus columbiae ingår i släktet Platylabus och familjen brokparasitsteklar. Inga underarter finns listade i Catalogue of Life.